# El meu doble als Alps
El meu doble als Alps (títol original en anglès: The Double Man) és una pel·lícula estatunidenca dirigida per Franklin J. Schaffner i estrenada el 1967. Ha estat doblada al català.

## Argument
Dan Slater (Yul Brynner) és un agent de la CIA que investiga l'«accident» mortal del seu fill, sobrevingut als Alps austríacs. Amb base a Washington, arriba al lloc per a les exèquies i cau en una trampa muntada pels serveis secrets de l'Alemanya de l'Est que volen reemplaçar-lo per una sòcia, Kalmar.

## Repartiment
- Yul Brynner: Dan Slater / Kalmar
- Britt Ekland: Gina
- Clive Revill: Frank Wheatley
- Anton Diffring: Coronel Berthold
- Moira Lister: Mrs. Carrington
- Lloyd Nolan: Bill Edwards
- George Mikell: Max Gruner
- Brandon Brady: Gregori
- Julia Arnall: Anna Wheatley
- David Bauer: Andrew Miller
- Ronald Radd el general
- Kenneth J.Warren: el cap de la polícia
- David Healy: Halstead
- Carl Jaffe: el cirurgià de la policia
- Douglas Muir: Wilfred
- Frederick Schiller: el venedor de bitllets
- Ernst Walder: Frischauer